# Stelis hemirhoda
Stelis hemirhoda är en biart som beskrevs av Linsley 1939. Stelis hemirhoda ingår i släktet pansarbin, och familjen buksamlarbin. Inga underarter finns listade i Catalogue of Life.